# Svemirski teleskop James Webb
Svemirski teleskop James Webb (JWST) razvila je NASA u suradnji s Europskom svemirskom agencijom i Kanadskom svemirskom agencijom. Svemirski teleskop dobio je ime po Jamesu E. Webbu koji je bio upravitelj NASA-e od 1961. do 1968. godine, a imao je ključnu ulogu u programu Apollo. JWST je nasljednik Svemirskog teleskopa Hubble te će kao i Hubble primarno služiti za prikupljanje podataka iz područja astrofizike gdje će proučavati najudaljenije galaksije, ali će imati primjenu i u potrazi za egzoplanetima kao i u izučavanju sastava atmosfere takvih planeta.
JWST je lansiran 25. prosinca 2021. raketom Ariane 5 iz Svemirskog centra Gijana kraj grada Kourou u Francuskoj Gvajani, a samo lansiranje predstavlja jedan od značajnih doprinosa ESA-e JWST projektu. Izuzetno precizno lansiranje koje je izvršeno raketom Ariane 5 omogućit će znatno produžen vijek trajanja znanstvene misije Svemirskog teleskopa James Webb budući da JWST neće morati, prema predviđanjima, trošiti dodatno gorivo na korekcije kursa i orbite. Prethodne službene procjene trajanja misije bile su 5-10 godina, ali je zbog značajne uštede goriva koje je JWST-u potrebno zbog održavanja svog položaja u orbiti oko L2 Lagrangeove točke Sunce-Zemlja inicijalna procjena povećana na 20 godina.

## Karakteristike
Svemirski teleskop James Webb je anastigmatski teleskop s tri zrcala pri čemu zakrivljena sekundarna (promjera 0,74 m) i tercijarna zrcala poništavaju optičke aberacije u širokom polju promatranja. Primarno zrcalo JWST teleskopa sastoji se od 18 heksagonalnih zrcalnih segmenata napravljenih od pozlaćenog berilija koji kad se sklope u jednu cjelinu čine ogledalo promjera 6.5 m. Veliko primarno zrcalo omogućava JWST-u sposobnost prikupljanja svjetla koja je 5.6 puta veća od one koju ima Hubbleovo zrcalo promjera 2.4 m (25.37 m2 površine u odnosu na 4.53 m2 koju ima Hubble). Za razliku od Hubblea, koji vrši promatranja u bliskom ultraljubičastom, vidljivom i bliskom infracrvenom dijelu elektromagnetskog spektra (0.1–1.0 μm), JWST će astronomska promatranja vršiti u nižem frekventnom rasponu - od vidljivog spektra duge valne duljine (crvena) pa sve do srednje-infracrvenih valnih duljina (0.6–28.3 μm) koje su oku nevidljive. To će omogućiti promatranje astronomskih objekata i fenomena koji imaju visoki crveni pomak zbog svoje udaljenosti i starosti te su zbog toga Hubbleu nevidljivi. Zbog svoje suvremene konstrukcije, a pogotovo zrcala promjera 6.5 m koje je napravljeno u cijelosti od berilija, masa teleskopa iznosi samo 6.5 tona. Za usporedbu, promjer primarnog zrcala svemirskog teleskopa Hubble iznosi 2.4 metara dok mu masa iznosi 11 tona.

## Položaj
Zbog svoje misije i optičkih karakteristika prema kojima je JWST namijenjen promatranju većinom u infracrvenom dijelu spektra JWST će za cijelo vrijeme trajanja svoje misije morati raditi na temperaturi ispod 50 K (−223 °C) kako bi mogao promatrati slabe signale u infracrvenom dijelu spektra bez ometanja od strane bilo kojih drugih izvora infracrvenog zračenja. To je glavni razlog zašto će JWST, za razliku od svemirskog teleskopa Hubble koji je smješten u niskoj orbiti oko Zemlje na visini od 550 km, biti smješten u blizinu L2 Lagrangeove točke sistema Sunce-Zemlja koja se nalazi oko 1,5 milijun kilometara od Zemlje gdje će ga njegov peteroslojni toplinski štit u obliku zmaja štititi od zagrijavanja i zračenja koje isijavaju istovremeno Sunce, Zemlja i Mjesec.

## Ciljevi
JWST ima četiri ključna cilja:
- tražiti prve zvijezde i galaksije nastale nakon velikog praska
- proučavati nastajanje i evoluciju galaksija
- razumjeti nastajanje zvijezda i planetarnih sustava
- proučavati ekstrasolarne planetarne sustave i podrijetlo života

## Vanjske poveznice
- https://webbtelescope.org/
- https://www.jwst.nasa.gov/  Arhivirana inačica izvorne stranice od 4. siječnja 2012. (Wayback Machine)
- https://www.esa.int/Science_Exploration/Space_Science/Webb